# Söderala landskommun
Söderala landskommun var en tidigare kommun i Gävleborgs län. Kommunkod 1952-1970 var 2113.

## Administrativ historik
Söderala landskommun inrättades den 1 januari 1863 i Söderala socken i Hälsingland när 1862 års kommunalförordningar trädde i kraft.
Den 1 januari 1950 (enligt beslut den 26 november 1948) överfördes till Söderala landskommun och församling från Söderhamns stad och församling vissa obebodda områden omfattande en areal av 0,03 km², varav allt land.
Vid kommunreformen 1952 bildade den "storkommun" genom sammanläggning med grannkommunen Mo.
1 januari 1971 blev kommunen en del av den nya Söderhamns kommun.

### Kyrklig tillhörighet
I kyrkligt hänseende tillhörde kommunen först Söderala församling och Maråkers bruksförsamling. 1 januari 1896 bildades Ljusne kapellförsamling av Maråkers bruksförsamling och områden ur Söderala församling. 1 januari 1914 bildades Bergviks församling genom utbrytning ur Söderala församling och den 1 januari 1952 tillkom också Mo församling.

## Kommunvapnet
Blasonering: Medelst en vågskura delad av silver, vari en framifrån sedd, störtad, blå båt, och blått, vari en lax av silver med röd beväring, därest dylik kan komma till användning.
Detta vapen fastställdes av Kungl. Maj:t den 18 december 1942. Se artikeln om Söderhamns kommunvapen för mer information.

## Geografi
Söderala landskommun omfattade den 1 januari 1952 en areal av 381,22 km², varav 339,16 km² land. Efter nymätningar och arealberäkningar färdiga den 1 januari 1961 omfattade landskommunen samma datum en areal av 393,20 km², varav 348,20 km² land.

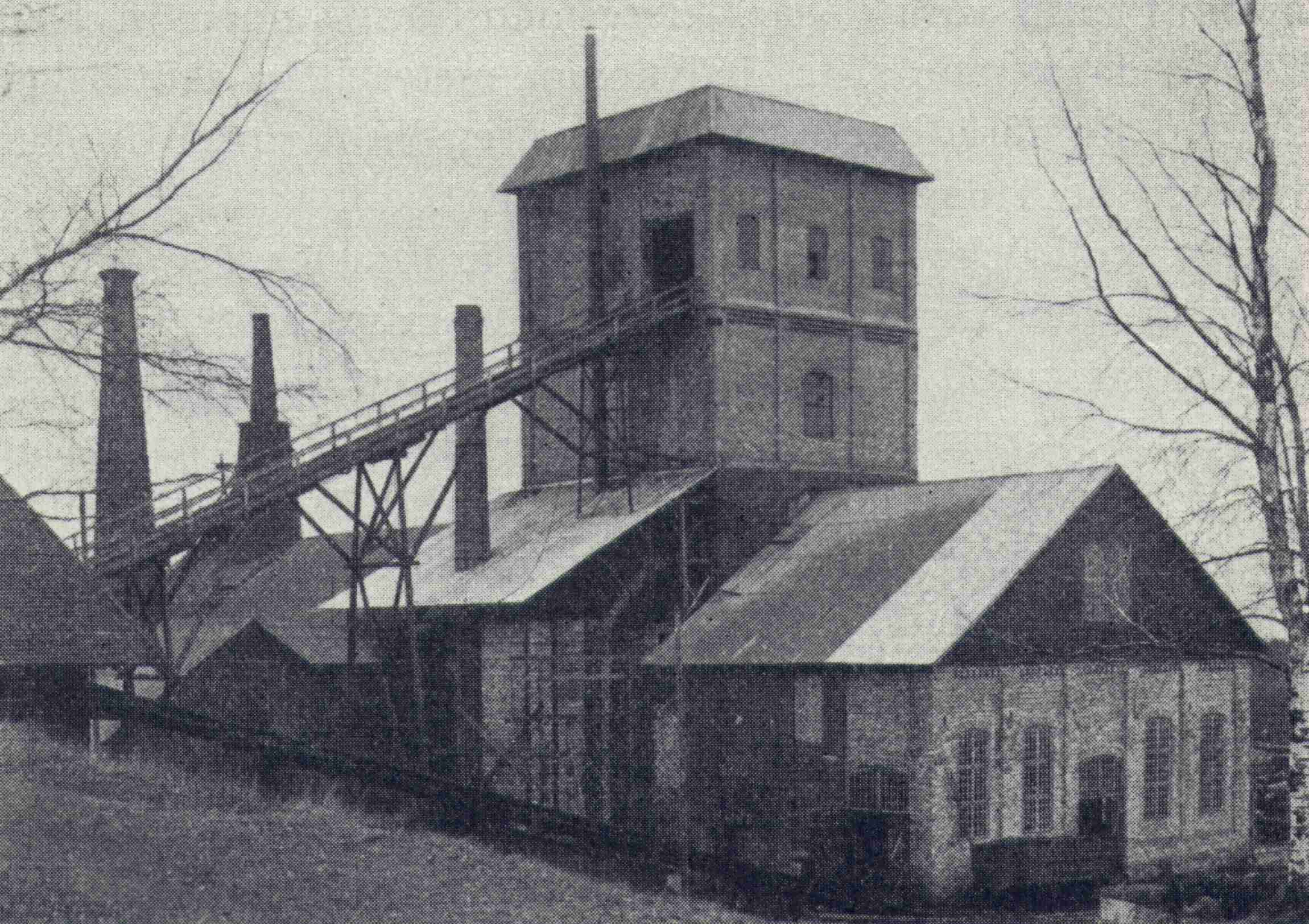
Träkolshyttan vid Sörljusne som var världens största.

### Tätorter i kommunen 1960
| Tätort            | Folkmängd |
| ----------------- | --------- |
| Ljusne            | 3 770d    |
| Sandarne, del ava | 1 589b    |
| Bergvik           | 1 073c    |
| Marma             | 1 003e    |
| Vallvik           | 960       |
| Vansäter          | 792h      |
| Söderala          | 598g      |
| Sunnanå           | 221f      |

Tätortsgraden i kommunen var den 1 november 1960 71,2 procent.

## Politik

### Mandatfördelning i valen 1938-1966
| 4 | 25 |  |  |  |

| 30 |

| 4 | 23 | 3 | 2 |

| 29 |

| 6 | 22 | 3 |  |

| 29 |

| 5 | 28 | 4 | 3 |

| 37 |

| 3 | 19 | 14 | 2 | 2 |

| 38 |

| 6 | 28 | 4 | 2 |

| 37 |

| 5 | 29 | 4 | 2 |

| 35 |

| 7 | 28 | 4 |  |

| 35 |

### Fotnoter
1. 1 2   ( PDF) Folkräkningen den 31 december 1950, I, Areal och folkmängd inom särskilda förvaltningsområden m.m., Tätorter. Stockholm: Statistiska centralbyrån. 1952. sid. 104 & 106. Arkiverad från originalet den 1 oktober 2014. https://www.webcitation.org/6T09ZkyrB?url=http://www.scb.se/Grupp/Hitta_statistik/Historisk_statistik/_Dokument/SOS/Folkrakningen_1950_1.pdf. Läst 18 november 2017 Arkiverad 29 oktober 2013 hämtat från the Wayback Machine.
2. ↑  Per Andersson: Sveriges kommunindelning 1863-1993, Draking, Mjölby 1993, ISBN 91-87784-05-X, s. 88
3. ↑  ”Svenska Heraldiska Föreningens vapendatabas”. Arkiverad från originalet den 18 oktober 2012. https://web.archive.org/web/20121018011750/http://databas.heraldik.se/index.php. Läst 21 januari 2011.
4. ↑   ( PDF) Folkräkningen den 1 november 1960, I, Folkmängd inom kommuner och församlingar efter kön, ålder, civilstånd m.m.. Stockholm: Statistiska centralbyrån. 1961. sid. 53 & 203. Arkiverad från originalet den 15 juli 2015. https://www.webcitation.org/6a1zkRbkC?url=http://www.scb.se/Grupp/Hitta_statistik/Historisk_statistik/_Dokument/SOS/Folkrakningen_1960_01.pdf. Läst 16 november 2017 Arkiverad 14 oktober 2013 hämtat från the Wayback Machine.
5. ↑   ( PDF) Folkräkningen den 1 november 1960, II, Folkmängd inom tätorter efter kön, ålder och civilstånd.. Stockholm: Statistiska centralbyrån. 1961. sid. 26-27. Arkiverad från originalet den 29 juni 2015. https://www.webcitation.org/6ZeEB9Ija?url=http://www.scb.se/Grupp/Hitta_statistik/Historisk_statistik/_Dokument/SOS/Folkrakningen_1960_02.pdf. Läst 16 november 2017 Arkiverad 24 september 2015 hämtat från the Wayback Machine.
6. ↑  SCB Folk- och bostadsräkningen 1965 del 2 sida 142 i pdf:en